# Калинка (Безіменна) річка
Калинка (Безіменна) — річка в Україні, на Подільській височині, в межах  Жмеринського району Вінницької області. Ліва притока річки Рів (басейн Чорного моря).